# Szkoły średnie we Francji

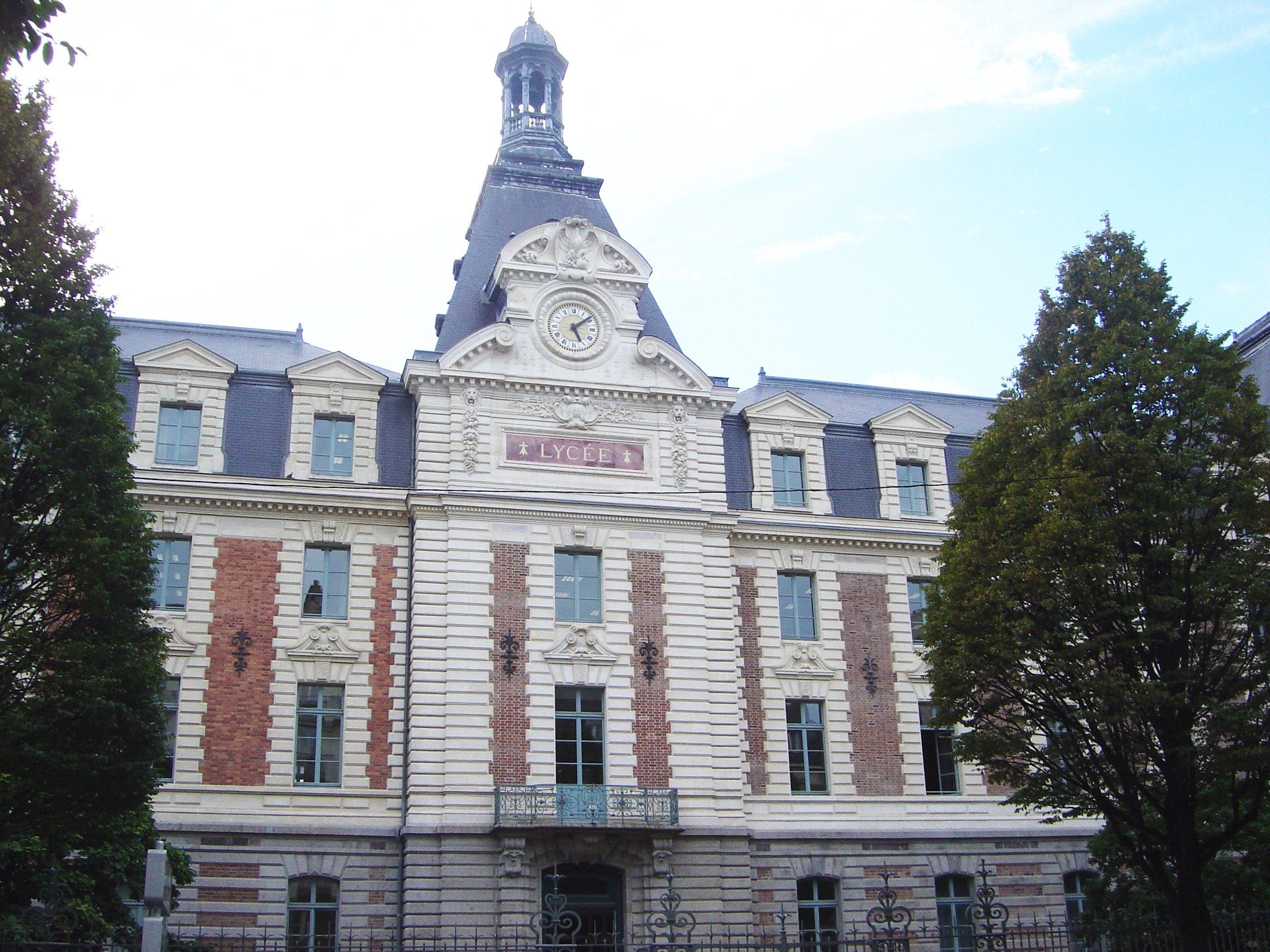
Lycée Emile Zola w Rennes

Lycée – szkoła średnia (liceum) we Francji. Poprzedzana jest nauką w college (kolegium), który jest odpowiednikiem polskiego gimnazjum.
Podsumowaniem szkoły średniej jest egzamin, który daje tytuł baccalauréat. Najsłynniejsze szkoły średnie we Francji to Lycée Henri-IV, Lycée Louis-le-Grand i Lycée Saint-Louis.
Zobacz też:
- oświata we Francji
- grande école